# Hausen am Bussen
Hausen am Bussen är en kommun (tyska Gemeinde) i Alb-Donau-Kreis i förbundslandet Baden-Württemberg i Tyskland. Folkmängden uppgår till cirka 280 invånare, på en yta av 3,52 kvadratkilometer.
Kommunen ingår i kommunalförbundet Munderkingen tillsammans med staden Munderkingen och kommunerna Emeringen, Emerkingen, Grundsheim, Lauterach, Obermarchtal, Oberstadion, Rechtenstein, Rottenacker, Untermarchtal, Unterstadion och Unterwachingen.

## Befolkningsutveckling
| Befolkningsutvecklingen i Hausen am Bussen 1975–2015 | Befolkningsutvecklingen i Hausen am Bussen 1975–2015 | Befolkningsutvecklingen i Hausen am Bussen 1975–2015 | Befolkningsutvecklingen i Hausen am Bussen 1975–2015 | Befolkningsutvecklingen i Hausen am Bussen 1975–2015 |
| ---------------------------------------------------- | ---------------------------------------------------- | ---------------------------------------------------- | ---------------------------------------------------- | ---------------------------------------------------- |
|                                                      |                                                      |                                                      |                                                      |                                                      |
| År                                                   |                                                      |                                                      | Folkmängd                                            | Areal (ha)                                           |
| 1975                                                 | 1975                                                 |                                                      | 208                                                  | 353                                                  |
| 1980                                                 | 1980                                                 |                                                      | 219                                                  |                                                      |
| 1985                                                 | 1985                                                 |                                                      | 214                                                  | 352                                                  |
| 1990                                                 | 1990                                                 |                                                      | 213                                                  |                                                      |
| 1995                                                 | 1995                                                 |                                                      | 263                                                  |                                                      |
| 2000                                                 | 2000                                                 |                                                      | 288                                                  |                                                      |
| 2005                                                 | 2005                                                 |                                                      | 308                                                  |                                                      |
| 2010                                                 | 2010                                                 |                                                      | 275                                                  |                                                      |
| 2015                                                 | 2015                                                 |                                                      | 252                                                  |                                                      |
|                                                      |                                                      |                                                      |                                                      |                                                      |